# Seelbach (Herborn)

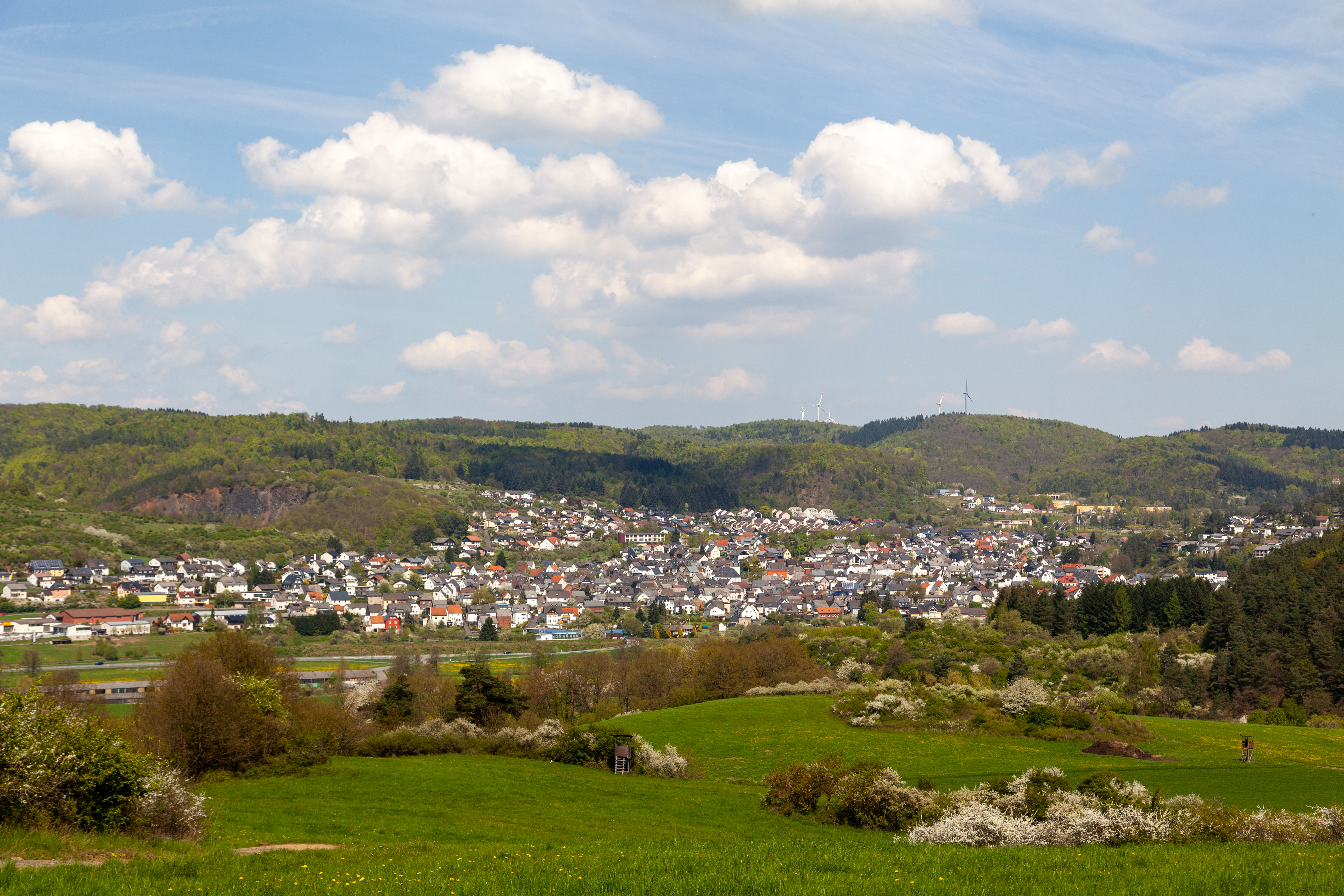
Blick auf Seelbach aus Südwest

Seelbach ist nach der Kernstadt der größte Stadtteil von Herborn im mittelhessischen Lahn-Dill-Kreis. Vor seiner Eingemeindung hieß der Ort Herbornseelbach.

## Geografie
Das Dorf liegt nordöstlich der Kernstadt. Durch den südlichen Ortsbereich verläuft die Bundesstraße 255. Östlich von Seelbach liegen die Dörfer Ballersbach und Bicken; beide gehören zur Gemeinde Mittenaar. Westlich liegen Herborn und dessen Stadtteil Burg.
Das alte Haufendorf hat sich mittlerweile auf mehrere umliegende Hügel ausgeweitet. Die Hügel bzw. Berge sind der Bitzen, die Hardt und der Horch. Der höchste Berg in der Gemarkung ist der Wassenberg mit einer Höhe von 459 m ü. NN. Weitere Berge sind der Volpertsberg (426 m) im Norden und der Hain (339 m) im Süden des Dorfes.
Direkt durch Seelbach fließen zwei Bäche: der Hirtenborn, der unterirdisch den Dorfkern durchfließt, und der Essenbach am Fuße des Horches.  Außerdem finden sich in der Gemarkung der Dernbach, der Monzenbach und der Seelbach.

## Geschichte

### Ortsgeschichte
Schon zur Zeit der Merowinger war die Gegend besiedelt. Die älteste bekannte schriftliche Erwähnung von Seelbach erfolgte im Jahr 1316, sie sagt aber nichts über eine tatsächliche Besiedlung aus. Im Jahr 1336 werden in einer Urkunde Höfe in Selbach genannt.
Zweifellos ist „Sylbach“, wie es damals hieß, aber viel älter. Dafür gibt es klare Anhaltspunkte. Man nimmt an, dass hier schon in der mittleren Steinzeit Menschen, zumindest vorübergehend, gewohnt haben.
Burg Alt-Dernbach
Das heutige Dorf entstand um die erste Kirche an der „Hohen Straße“, auch Herborner  Hohe Straße genannt. Vorher lebten die Menschen in einzelnen Gehöften in der heutigen Seelbacher Gemarkung, im Monzenbachtal (Wüstung Monzenbach), im Seelbachtal, in (Alt-)Dernbach sowie am Nesselhofsweiher im Schelderwald.
Im Süden des Dorfes, dort, wo der Dernbach in die Aar mündet, stand die kleine Wasserburg bzw. Motte der Herren von Dernbach, die Burg Alt-Dernbach. Die Burg lag an der „Herborner Hohen Straße,“ die vom Schelderwald kommend nach Herborn führte. Als im 13. Jahrhundert die Landgrafschaft Hessen die Herborner Mark an die Grafen von Nassau verlehnte, kam es zu Konflikten zwischen den dort seit langem ansässigen Herren von Dernbach und den Grafen von Nassau; die Dernbacher Fehde nahm ihren Anfang und dauerte über 100 Jahre. 1306 und 1326 wurde die Burg Dernbach zerstört. 1333 verkauften die Dernbacher ihre Rechte und Besitztümer an die Grafen von Nassau und verließen endgültig die Herborner Mark und bauten eine neue Burg, die Burg Burg Neu-Dernbach nördlich von Wommelshausen.  Auch die im Monzenbachtal ansässigen und mit den Dernbachern verwandten Herren von Monzenbach verzogen bald nach dem Ende der Dernbacher Fehde aus der Gegend.
Mittelalter bis zur Neuzeit
Im Jahr 1580 wurde eine neue Kirche an der Stelle der alten errichtet. 1602 wurde die Alte Schule errichtet; sie wurde als Rathaus und Schule genutzt. Heute beherbergt sie das Heimatmuseum.
Im Dreißigjährigen Krieg am 3. Mai 1635 fielen Soldaten in Seelbach ein und stecken das Dorf in Brand; etwa 90 Häuser und die Kirche fielen den Flammen zum Opfer. 1647 wurde eine neue Kirche an der Stelle der im Krieg zerstörten errichtet.
Im Jahr 1777 kam der Förster Johann Georg Georg nach Seelbach. Er begann mit dem Anbau von Erbsen, Spinat und Bohnen und zeigte den Dorfbewohnern, wie man den Boden im Aartal und an den Hängen richtig nutzt. Er regulierte die Aar, entwässerte das Tal und trug die Ruinen der Wasserburg bis auf einen kleinen Hügel, den „Butschel“, ab, damit man auch dort anbauen konnte. Er legte auch die ersten Gärten an. Sein wohl eindrucksvollstes Werk war der erste Brunnen im Dorf an der Kirche. Durch Leitungen aus den Wäldern holte er Wasser ins Dorf. Diese Wasserversorgung bestand 150 Jahre. Außerdem erbaute er 1790 das erste Steinhaus Seelbachs, das Jägerhaus, das bis heute steht. Er starb 1833.
1895 wurde ein neues Schulgebäude errichtet, welches Anfang der 1970er Jahre einem Hallenbad weichen musste. 1926/1927 erbaute der Turnverein eine Turnhalle auf „der Hardt“. Heute befindet sich das Gebäude im Besitz der Stadt Herborn.
Im Jahr 1961 wurde das neue Schulgebäude, unterm Bitzen, an der Hohen Straße, als Grund- und Hauptschule eingeweiht. Bis heute befindet sich heute dort die Dernbachschule, eine Grundschule.

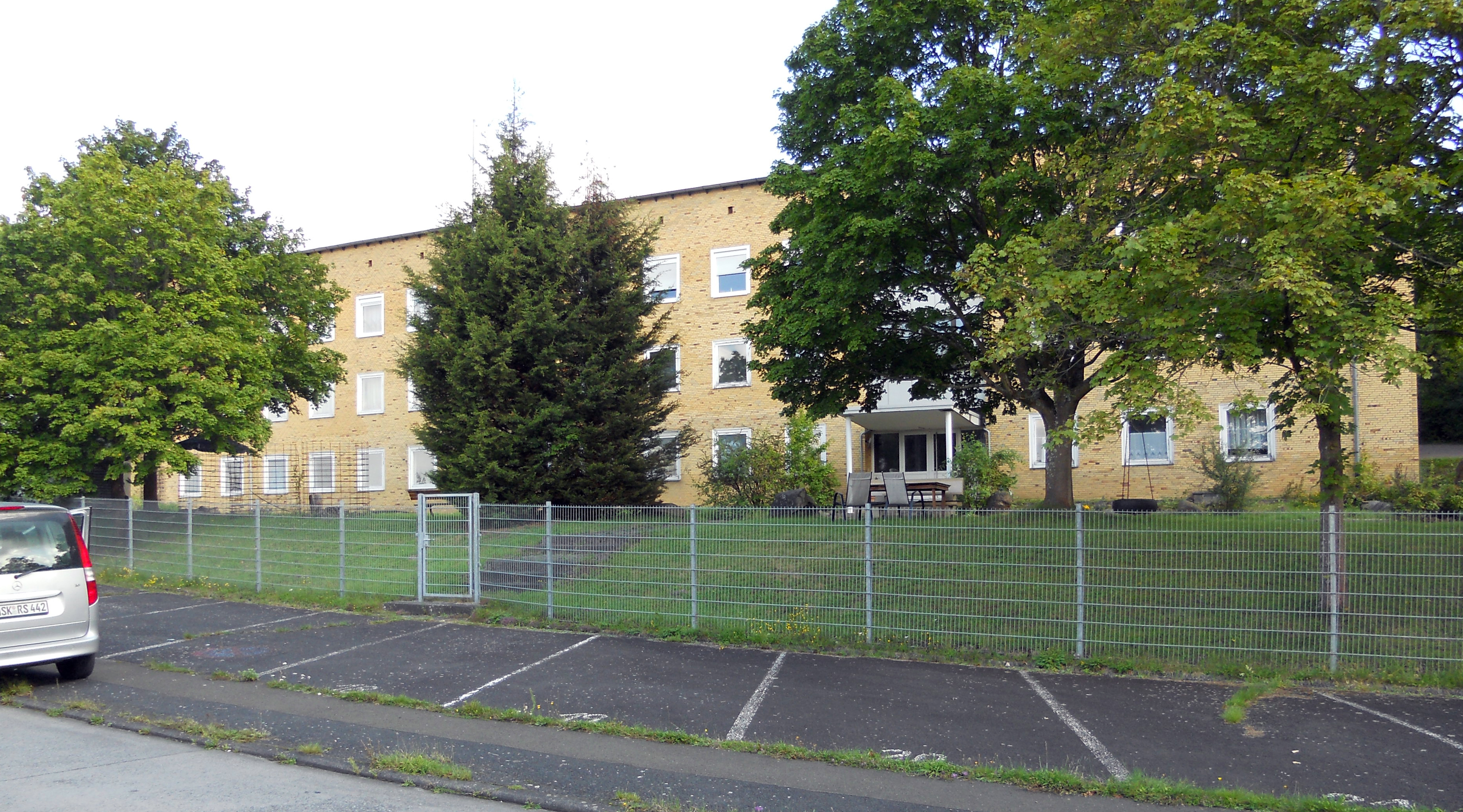
Kompaniegebäude in der ehemaligen Aartal-Kaserne

1966 bezogen Bundeswehrsoldaten und US-Amerikaner die Aartal-Kaserne, welche im Rahmen der Truppenreduzierung 1993 wieder aufgelöst wurde. Stationiert waren unter anderem ein Transportbataillon und die Fernspähkompanie 300. Die Soldaten hatten die Aufgabe, das nahe gelegene Sondermunitionslager Bellersdorf zu bewachen, welches im Kalten Krieg eines von zehn großen Atomwaffenlagern in der Bundesrepublik Deutschland war. Im Ernstfall hätten sie die atomare Munition aus dem Lager zu bestimmten Truppenteilen der Bundeswehr transportiert.
Die Aar-Salzböde-Bahn, die einen Haltepunkt in Seelbach hatte, wurde 2001 stillgelegt. Dieser Haltepunkt trug bis zur Einstellung des Betriebs den alten Ortsnamen Herbornseelbach. Er hatte über viele Betriebsjahre hinweg den Status eines Bahnhofs und verfügte über zwei Bahnsteiggleise, so dass hier auch fahrplanmäßige Personenzugkreuzungen stattfanden.
2006 wurde mit dem Bau der seit über 30 Jahren erwünschten Ortsumgehung begonnen. Am 2. April 2009 wurden die Ortsumgehung und die Ausfahrt Seelbach-Ost für den Verkehr freigegeben. Die Ausfahrt Seelbach-West wurde am 17. April 2009 anlässlich der offiziellen Eröffnung der Ortsumgehung für den Verkehr freigegeben.
Hessische Gebietsreform (1970–1977)
Im Zuge der Gebietsreform in Hessen wurden am 1. Januar 1977 die bis dahin selbstständige Gemeinde Seelbach, die Stadt Herborn und weitere bis dahin selbstständigen Gemeinden durch das Gesetz zur Neugliederung des Dillkreises, der Landkreise Gießen und Wetzlar und der Stadt Gießen zur neuen Stadt Herborn zusammengeschlossen. Für den Stadtteil Seelbach wurde, wie für die anderen nach Herborn eingegliederten Gemeinden, ein Ortsbezirk mit Ortsbeirat und Ortsvorsteher nach der Hessischen Gemeindeordnung eingerichtet.

### Verwaltungsgeschichte im Überblick
Die folgende Liste zeigt die Herrschaftsgebiete und Staaten, in denen Seelbach lag, bzw. die Verwaltungseinheiten, denen es unterstand:
- vor 1739: Heiliges Römisches Reich, Grafschaft/Fürstentum Nassau-Dillenburg, Amt Herborn
- ab 1739: Heiliges Römisches Reich, Fürstentum Nassau-Diez, Amt Herborn
- 1806–1813: Großherzogtum Berg, Département Sieg, Arrondissement Dillenburg, Kanton Herborn
- 1813–1815: Fürstentum Nassau-Oranien, Amt Herborn
- ab 1816: Herzogtum Nassau[Anm. 1], Amt Herborn
- ab 1849: Herzogtum Nassau, Kreisamt Herborn[Anm. 2]
- ab 1854: Herzogtum Nassau, Amt Herborn
- ab 1867: Norddeutscher Bund[Anm. 3], Königreich Preußen, Provinz Hessen-Nassau, Regierungsbezirk Wiesbaden, Dillkreis[Anm. 4]
- ab 1871: Deutsches Reich, Königreich Preußen, Provinz Hessen-Nassau, Regierungsbezirk Wiesbaden, Dillkreis
- ab 1918: Deutsches Reich, Freistaat Preußen, Provinz Hessen-Nassau, Regierungsbezirk Wiesbaden, Dillkreis
- ab 1932: Deutsches Reich, Freistaat Preußen, Provinz Hessen-Nassau, Regierungsbezirk Wiesbaden, Landkreis Dillenburg
- ab 1933: Deutsches Reich, Freistaat Preußen, Provinz Hessen-Nassau, Regierungsbezirk Wiesbaden, Dillkreis
- ab 1944: Deutsches Reich, Freistaat Preußen, Provinz Nassau, Dillkreis
- ab 1945: Amerikanische Besatzungszone, Groß-Hessen, Regierungsbezirk Wiesbaden, Dillkreis
- ab 1946: Amerikanische Besatzungszone, Hessen, Regierungsbezirk Wiesbaden, Dillkreis
- ab 1949: Bundesrepublik Deutschland, Hessen, Regierungsbezirk Wiesbaden, Dillkreis
- ab 1968: Bundesrepublik Deutschland, Hessen, Regierungsbezirk Darmstadt, Dillkreis
- ab 1970: Bundesrepublik Deutschland, Hessen, Regierungsbezirk Darmstadt, Dillkreis
- ab 1977: Bundesrepublik Deutschland, Hessen, Regierungsbezirk Darmstadt, Lahn-Dill-Kreis, Stadt Herborn[Anm. 5]
- ab 1981: Bundesrepublik Deutschland, Hessen, Regierungsbezirk Gießen, Lahn-Dill-Kreis, Stadt Herborn

### Bevölkerung

#### Einwohnerentwicklung
| Herbornseelbach: Einwohnerzahlen von 1834 bis 2020 | Herbornseelbach: Einwohnerzahlen von 1834 bis 2020 | Herbornseelbach: Einwohnerzahlen von 1834 bis 2020 | Herbornseelbach: Einwohnerzahlen von 1834 bis 2020 | Herbornseelbach: Einwohnerzahlen von 1834 bis 2020 |
| --- | -------------------------------------------------- | -------------------------------------------------- | -------------------------------------------------- | -------------------------------------------------- |
| Jahr |                                                    |                                                    |                                                    | Einwohner                                          |
| 1834 | 1834                                               |                                                    | 712                                                | 712                                                |
| 1840 | 1840                                               |                                                    | 741                                                | 741                                                |
| 1846 | 1846                                               |                                                    | 775                                                | 775                                                |
| 1852 | 1852                                               |                                                    | 826                                                | 826                                                |
| 1858 | 1858                                               |                                                    | 844                                                | 844                                                |
| 1864 | 1864                                               |                                                    | 884                                                | 884                                                |
| 1871 | 1871                                               |                                                    | 926                                                | 926                                                |
| 1875 | 1875                                               |                                                    | 934                                                | 934                                                |
| 1885 | 1885                                               |                                                    | 1.033                                              | 1.033                                              |
| 1895 | 1895                                               |                                                    | 1.122                                              | 1.122                                              |
| 1905 | 1905                                               |                                                    | 1.415                                              | 1.415                                              |
| 1910 | 1910                                               |                                                    | 1.529                                              | 1.529                                              |
| 1925 | 1925                                               |                                                    | 1.681                                              | 1.681                                              |
| 1939 | 1939                                               |                                                    | 2.003                                              | 2.003                                              |
| 1946 | 1946                                               |                                                    | 2.425                                              | 2.425                                              |
| 1950 | 1950                                               |                                                    | 2.467                                              | 2.467                                              |
| 1956 | 1956                                               |                                                    | 2.487                                              | 2.487                                              |
| 1961 | 1961                                               |                                                    | 2.601                                              | 2.601                                              |
| 1967 | 1967                                               |                                                    | 3.077                                              | 3.077                                              |
| 1970 | 1970                                               |                                                    | 3.384                                              | 3.384                                              |
| 1983 | 1983                                               |                                                    | ?                                                  | ?                                                  |
| 1997 | 1997                                               |                                                    | 3.745                                              | 3.745                                              |
| 1999 | 1999                                               |                                                    | 3.756                                              | 3.756                                              |
| 2003 | 2003                                               |                                                    | 3.785                                              | 3.785                                              |
| 2008 | 2008                                               |                                                    | 3.690                                              | 3.690                                              |
| 2011 | 2011                                               |                                                    | 3.594                                              | 3.594                                              |
| 2014 | 2014                                               |                                                    | 3.501                                              | 3.501                                              |
| 2018 | 2018                                               |                                                    | 3.595                                              | 3.595                                              |
| 2020 | 2020                                               |                                                    | 3.437                                              | 3.437                                              |
| Datenquelle: Historisches Gemeindeverzeichnis für Hessen: Die Bevölkerung der Gemeinden 1834 bis 1967. Wiesbaden: Hessisches Statistisches Landesamt, 1968. Weitere Quellen: nach 1970 Stadt Herborn: Einwohnerzahlen; Zensus 2011 |                                                    |                                                    |                                                    |                                                    |

#### Religionszugehörigkeit
| • 1885: | 1024 evangelische (= 99,13 %), 8 katholische (= 0,77 %) und ein jüdischer (= 0,10 %) Einwohner |
| • 1961: | 2246 evangelische (= 86,35 %) und 240 (= 9,23 %) katholische Einwohner                         |

## Politik

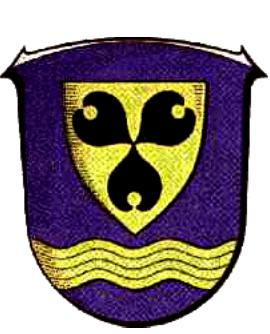
Das Wappen

### Ortsbeirat
Für Seelbach gibt es einen Ortsbeirat mit einem Ortsvorsteher. Der Ortsbeirat besteht aus neun Mitgliedern. Nach den Kommunalwahlen in Hessen 2016 ist Eckhardt Simon Ortsvorsteher.

### Wappen
Das Wappen von Seelbach zeigt in blauem Feld über einem goldenen (gelben) Wellenbalken einen goldenen Schild mit drei schwarzen Seeblättern im Dreipass.  Der Wellenbalken im Schildfuß verkörpert den Namensteil Bach, während der Schild mit den Seeblättern das Wappen der Herren von Dernbach abbildet, deren Stammburg sich in der Gemarkung der heutigen Gemeinde befand. Die Farben blau und gelb des Wappens sind die nassauischen Farben und zeigen die landesherrschaftliche Zugehörigkeit des Orts seit dem späten Mittelalter an.

Seelbacher Katzen (Wappen der Kirmes)

## Kultur und Sehenswürdigkeiten

### Katzenkirmes
Herborn-Seelbach ist über die Grenzen des ehemaligen Dillkreises bekannt für die jährlich am dritten Wochenende im September auf dem Turnplatz stattfindende „Katzenkirmes“.  Highlight ist der seit 1988 am Kirmesmontag stattfindende Kirmesgarten, ein Showprogramm der Ortsvereine.

### Museum

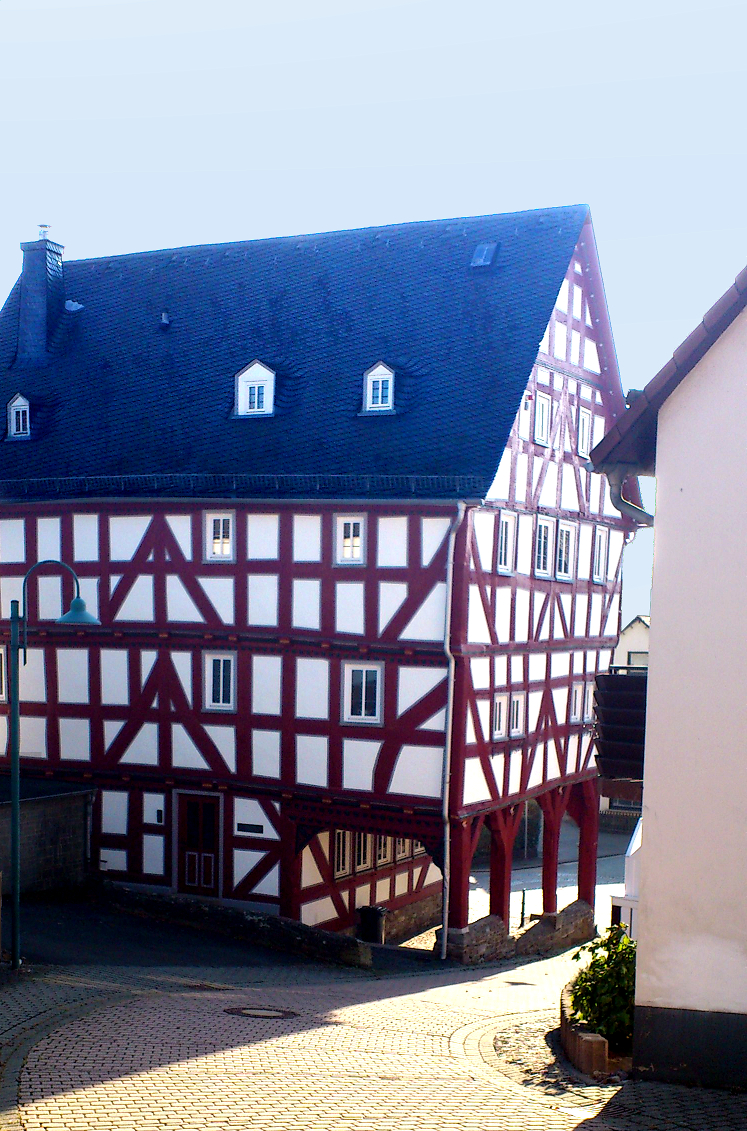
Museum des Heimat- und Geschichtsvereins: Alte Schule

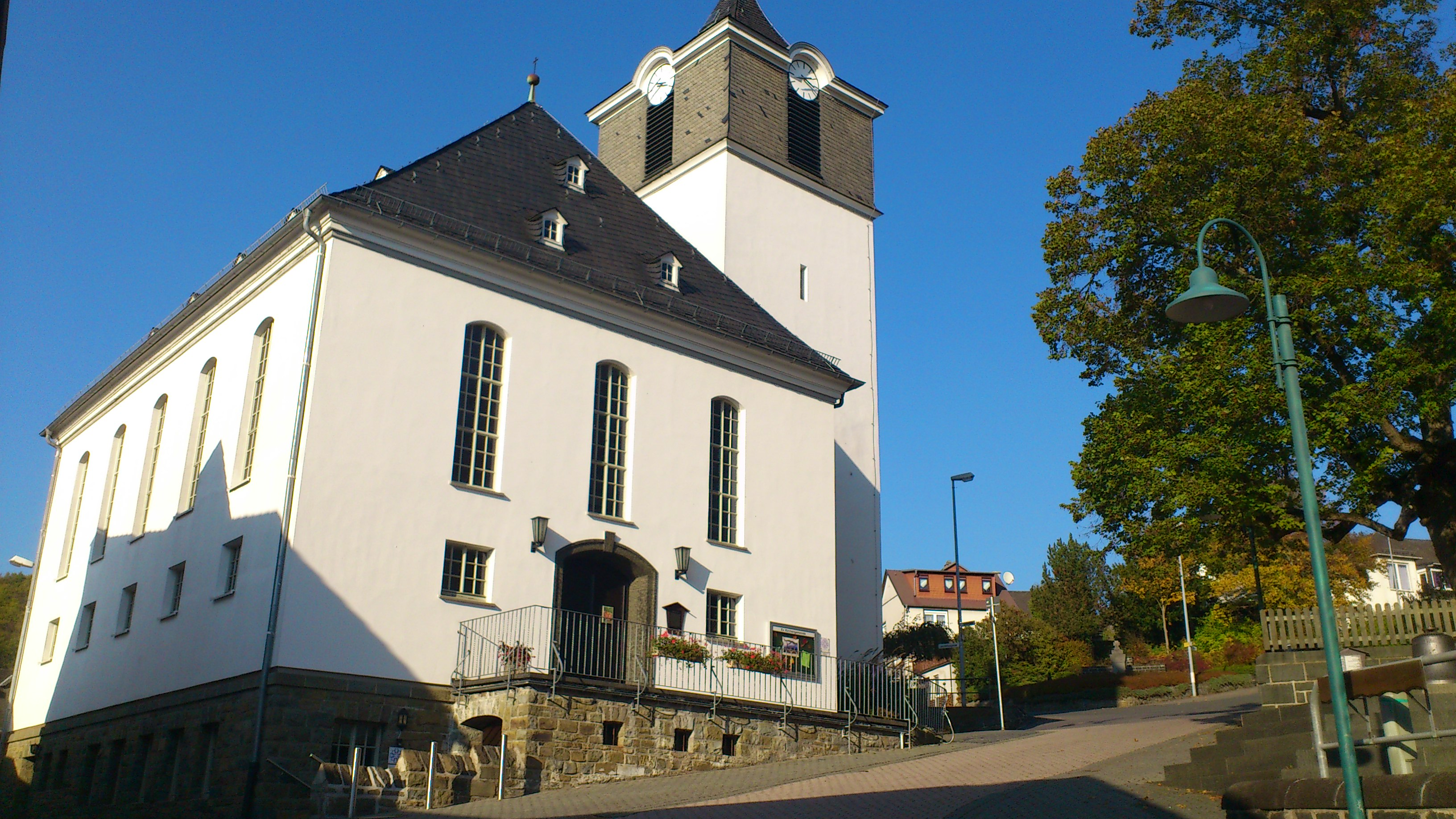
Evangelische Kirche

Der Heimat- und Geschichtsverein Herborn Seelbach betreibt ein Heimatmuseum, welches an ausgewählten Sonntagen im Jahr besucht werden kann.

### Sport
In Seelbach gibt es viele Vereine, bei denen Sport an erster Stelle steht:
- den Turnverein 1897 Herborn-Seelbach,
- den Schützenverein, den Sportverein (SKH 1920),
- den Tischtennisclub TTC 1958 und
- den Tennisclub.

### Musik
Seelbach gilt als das musikalischste Dorf im Aartal, was daran liegt, dass es hier viele musikbezogene Vereine gibt. Dazu gehören der Musikverein, das TV-Orchester des Turnvereins, der Aargesangverein sowie der Akkordeonclub.

### Kirchen und Gemeinden
- Evangelische Kirchengemeinde Herbornseelbach
- Evangelische Gemeinschaft/EC Herbornseelbach e. V.
- Calvary Chapel Herborn
- Missiongemeinde e. V. Herborn-Seelbach

### Kulturdenkmäler
Für die Kulturdenkmäler des Ortes siehe Liste der Kulturdenkmäler in Seelbach.

## Infrastruktur
- Der öffentliche Personennahverkehr wird durch die  RMV Buslinien 132, 403 sowie zusätzlich an Samstagen, Sonn- und Feiertagen durch die Linie 407 sichergestellt.
- Im Ort gibt es die städtische Kindertagesstätte Seelbach (Kinderhaus Kunterbunt).